# N.V. Arend Petroleum Maatschappij
De Arend Petroleum Company Ltd. is opgericht in 1927 onder de naam Compañía Mexicana de Petrol el Águila op het eiland Aruba. Het onderging echter een naamswijziging en werd beter bekend als Arend of Eagle (vertalingen van het Spaanse "Águila"). De Arend was een dochteronderneming van de Koninklijke Nederlandse Shell Groep. De overheid heeft een uitgestrekte kuststrook toegekend aan het bedrijf bij Druif Beach, met een lengte van ongeveer 5 kilometer.

## Geschiedenis

### Ontwikkeling Oranjestad
In 1927 begon bruisende ontwikkeling vlakbij Oranjestad, gelegen aan de kust van het eiland Aruba. Deze ontwikkeling betekende aanzienlijke veranderingen in de werkgelegenheid voor veel inwoners en evenzeer ingrijpende veranderingen in hun vooruitzichten op het gebied van levensonderhoud.

Oranjestad heeft een ingrijpende transformatie ondergaan en is uitgegroeid tot een dichtbevolkte stad. Het herbergde drie banken: de Nederlandse Bank voor West-Indië (vertegenwoordigd door John Eman), Curiël's Bank (vertegenwoordigd door W. Craane) en Maduro's Bank (vertegenwoordigd door Adriaan Laclé). Opmerkelijke handelshuizen waren onder anderen Laclé, Arends, Debrot en Hart, Craane, Mansure en Luis Posner. De ijsfabriek van Ruis breidde zich uit en beschikte over ultramoderne machines.

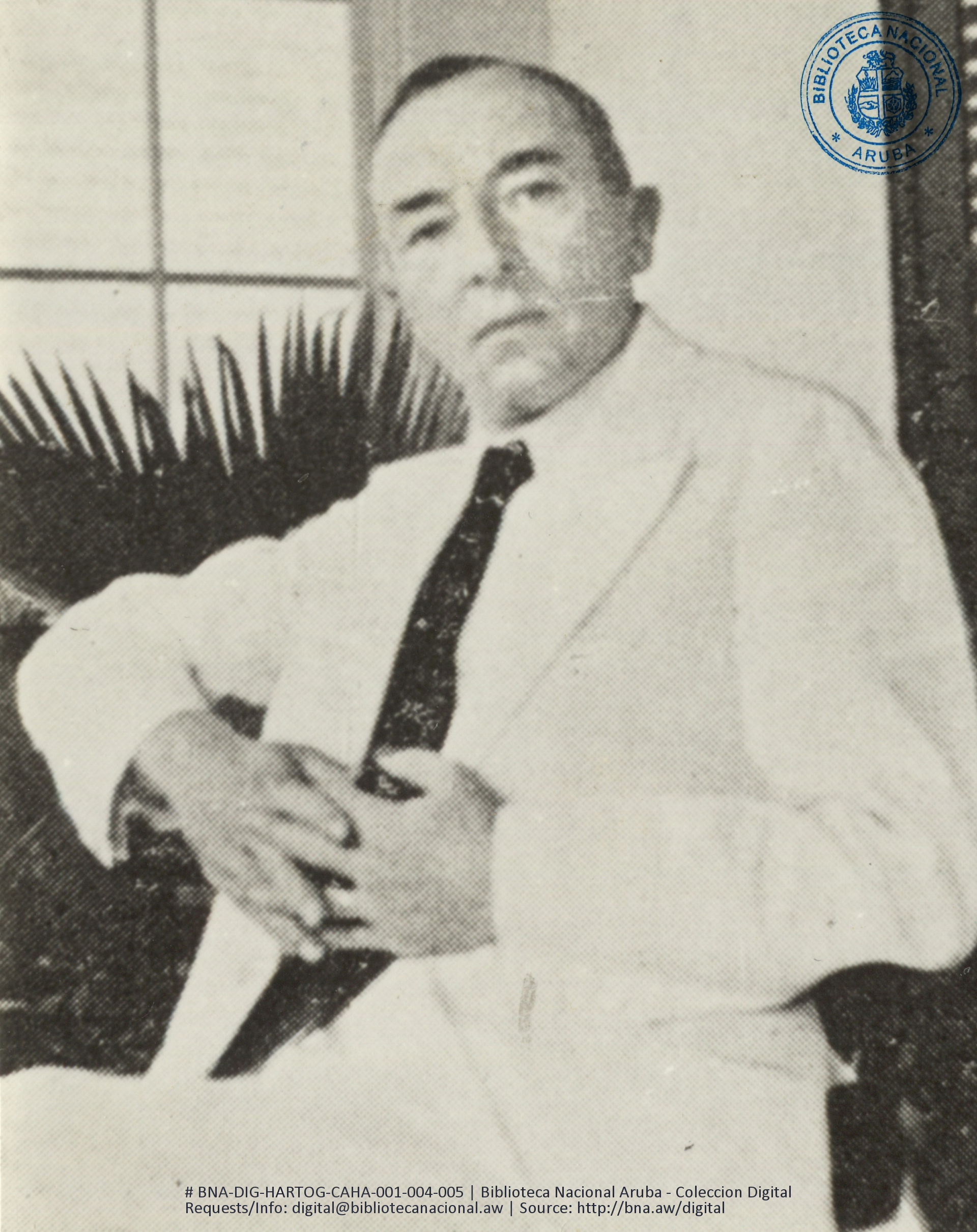
Isaac Wagemaker, gouverneur (1930)

Zowel een openbare school als een rooms-katholieke school werden opgericht. Het Engels bleek naast het Papiaments op het punt te staan het Nederlands als dominante taal te overtreffen.
Isaac Wagemaker bekleedde de functie van gezaghebber van Aruba van 1928 tot 1945 en zette zich actief in om ervoor te zorgen dat Aruba gelijke tred hield met de vooruitgang van die tijd.

### Bouw en infrastructuur

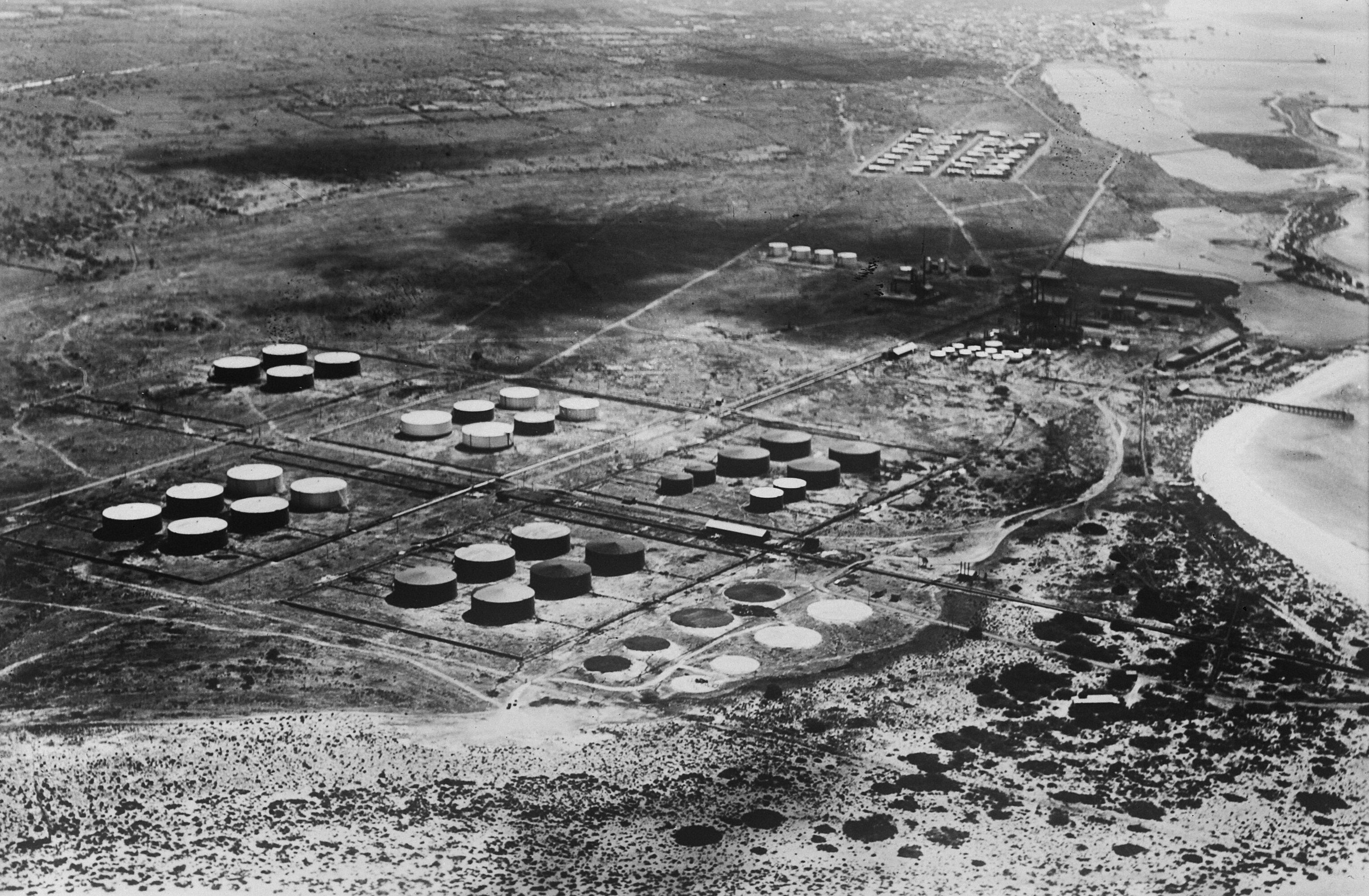
Luchtfoto van opslagtanks en rechtsboven Arend-kolonie in de verte (1940-1945)

Ten westen van Paardenbaai lagen vrachtschepen voor anker, en er werd een aanzienlijke hoeveelheid bouwmateriaal vanuit deze schepen naar de kust vervoerd met behulp van kleinere boten, ganaamd lichters. Met dit materiaal begon de bouw van de Taratata-werf, die op Aruba bekendheid verwierf als het eerste bouwproject op die locatie.

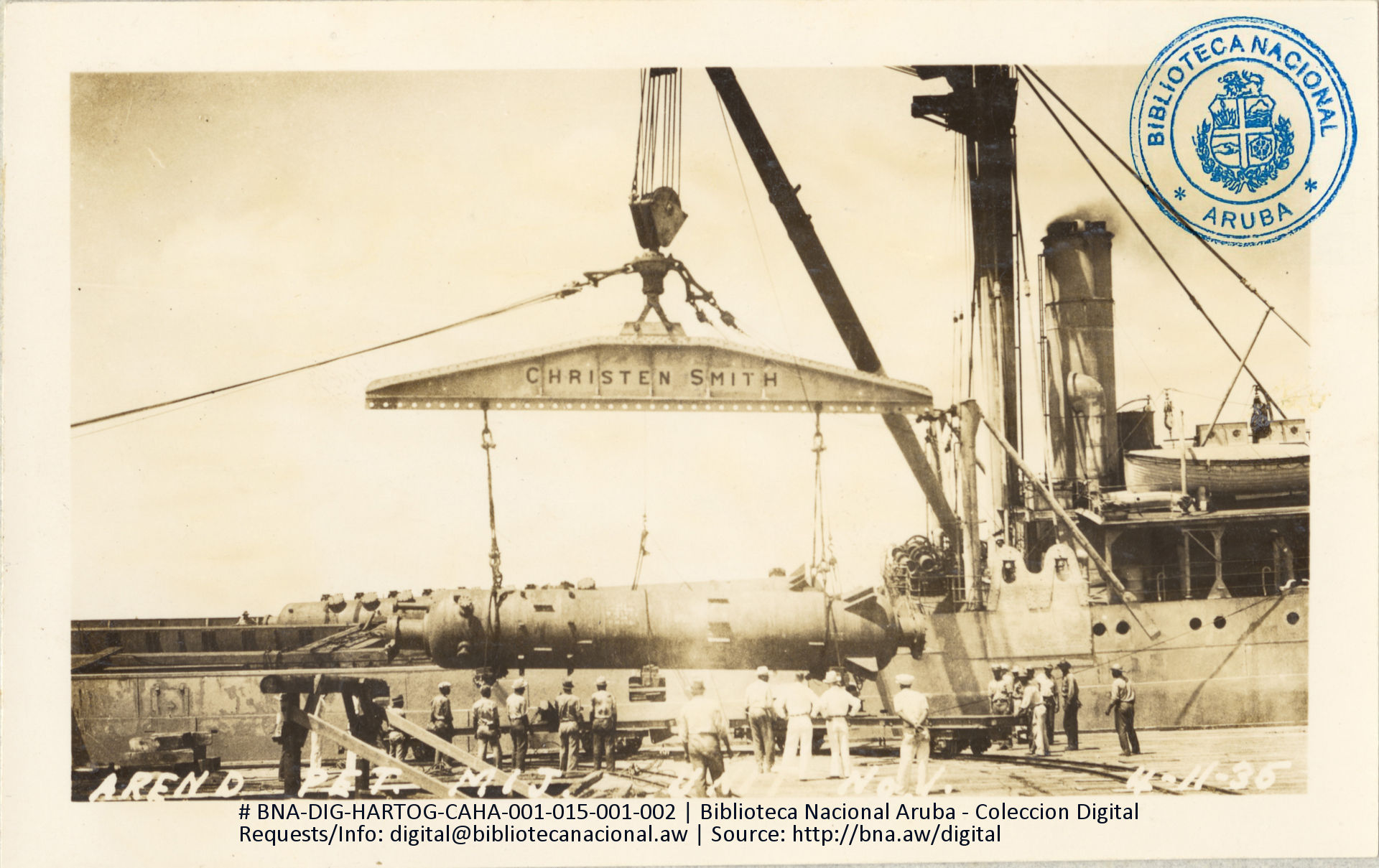
Het lossen van een reactor vanaf de stoomboot bij de oude Taratata-werf

Kort na voltooiing van de Taratata-werf begon er een constante stroom van essentieel zware apparatuur voor de bouw van een olieraffinaderij aan te komen bij het pas gebouwde dok, afkomstig van vrachtschepen. Deze apparatuur omvatte onder andere tanks en een olielaad- en -lossteiger.

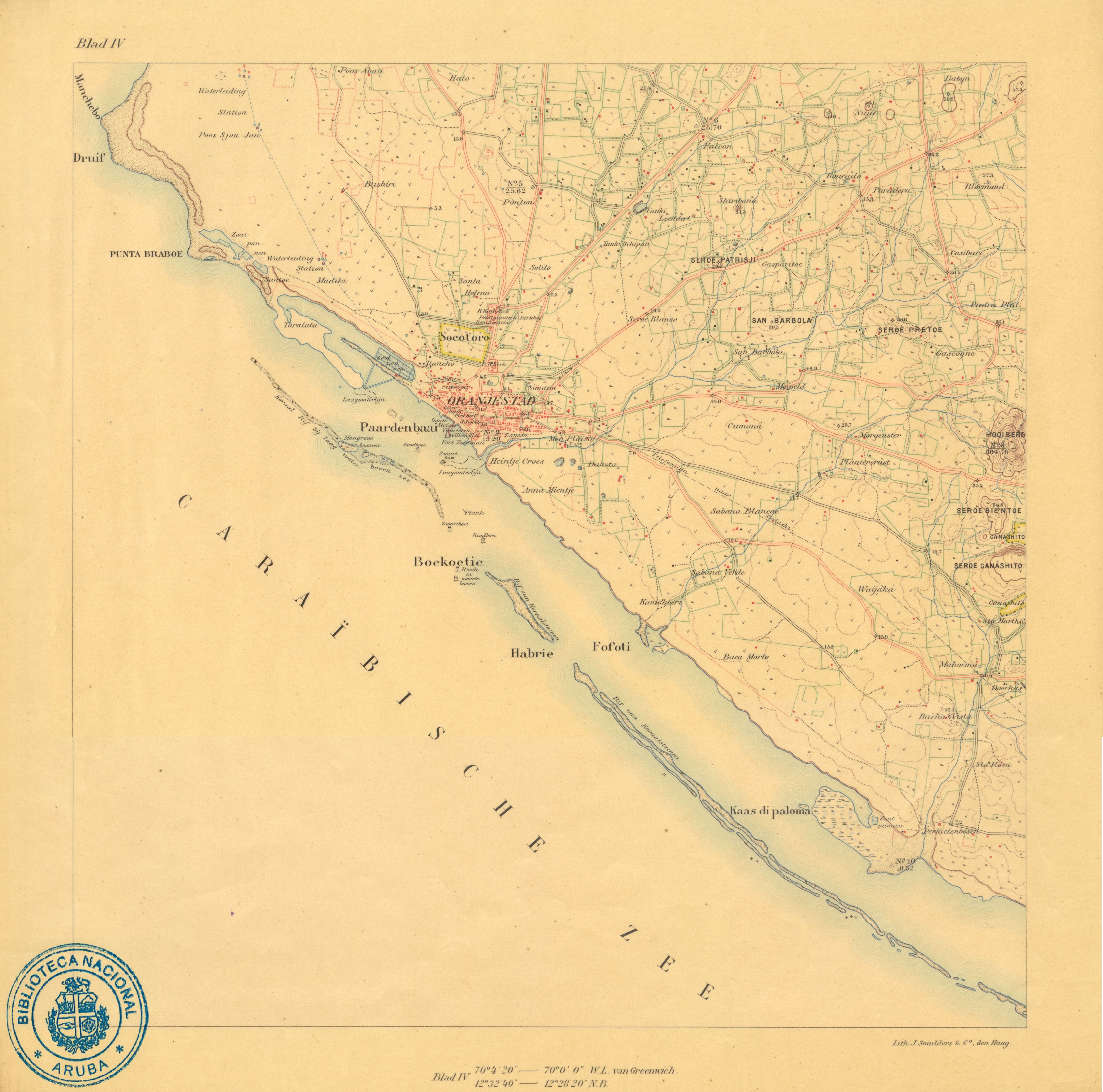
De oude Taratata-werf bevond zich ten westen van de Paardenbaai

Net als het buureiland Curaçao is Aruba strategisch gelegen ten opzichte van de overvloedige olievelden in Venezuela. De gunstige locatie van de Arend Petroleum Maatschappij nabij Oranjestad was direct het gevolg van dit voordeel. Daarnaast speelde de groeiende wereldwijde vraag naar olieproducten in het begin van de 20e eeuw een belangrijke rol bij de oprichting van dit bedrijf.

Een prominente kustlocatie, ongeveer 2 kilometer ten westen van de Taratata-werf, werd gekozen als locatie voor de bouw van een oliesteiger voor de raffinaderij. Aan het begin van 1928, na de voltooiing van de steiger en het pijpleidingsysteem, arriveerde de eerste zending ruwe olie uit Venezuela hier om opgeslagen te worden in de tanks van de Arend Petroleum Maatschappij. Deze tanks waren ook verder landinwaarts gebouwd. De genoemde oliesteiger was een stalen constructie die zich 400 meter in zee uitstrekte in een F-vorm. Het was specifiek ontworpen om twee grote oceaantankers te kunnen behandelen voor het vervoer van verwerkte olieproducten, evenals twee kleine tankschepen voor het importeren van ruwe olie uit Venezuela. Deze configuratie maakt gelijktijdige laad- en losoperaties mogelijk.

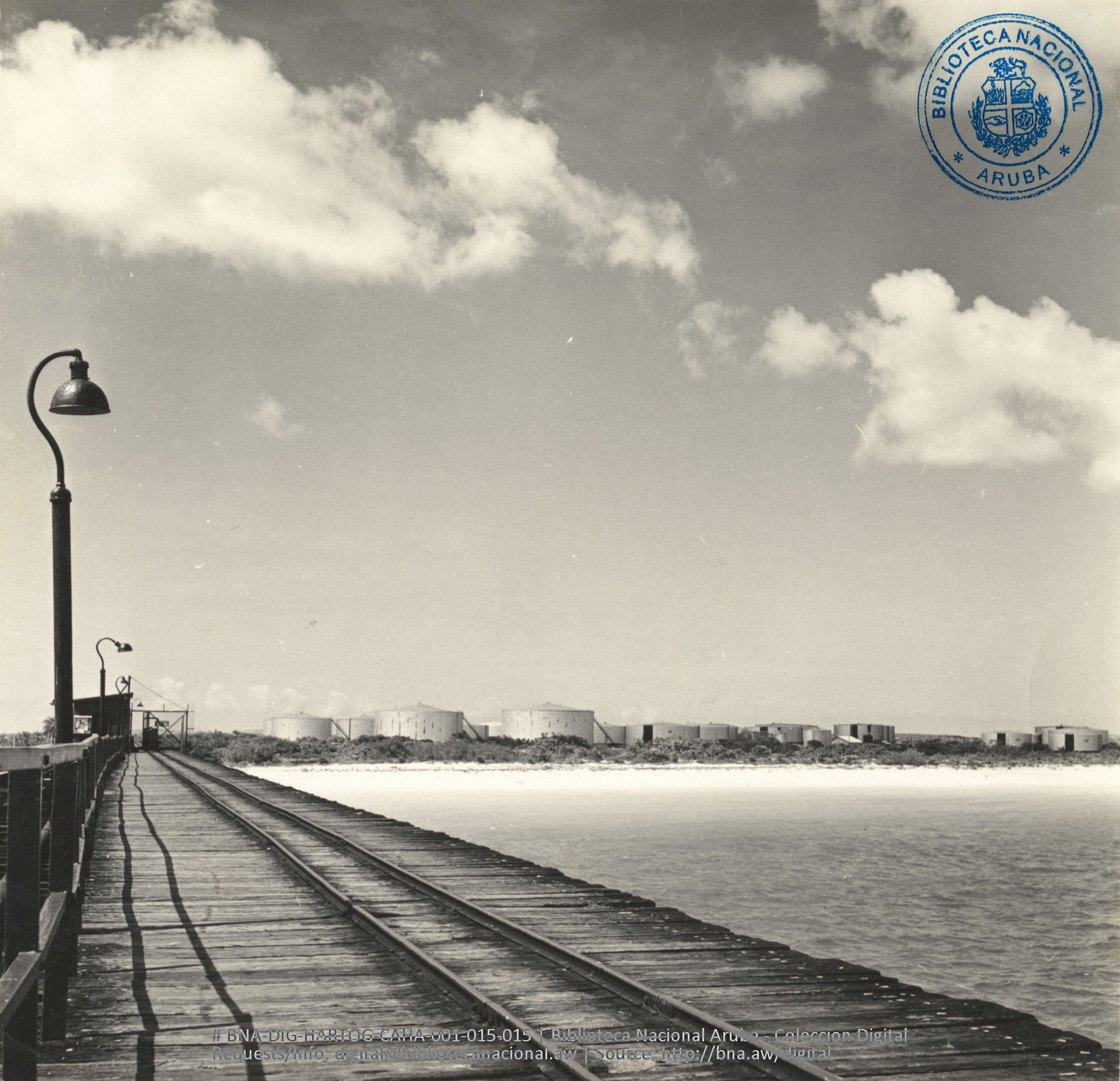
Uitzicht op de kust van de Eagle-pier met de opslagtanks zichtbaar in de verte

In het begin verbleef het bouwpersoneel in tijdelijke loodsen en tenten op Druifbaai terwijl ze bezig waren met de bouw van de steiger en raffinaderij. Naarmate de woonhuizen van het bedrijf in de eerste maanden werden voltooid, verhuisden ze naar de Eagle-kolonie, die zich bevond tussen de fabriekslocatie en Oranjestad.

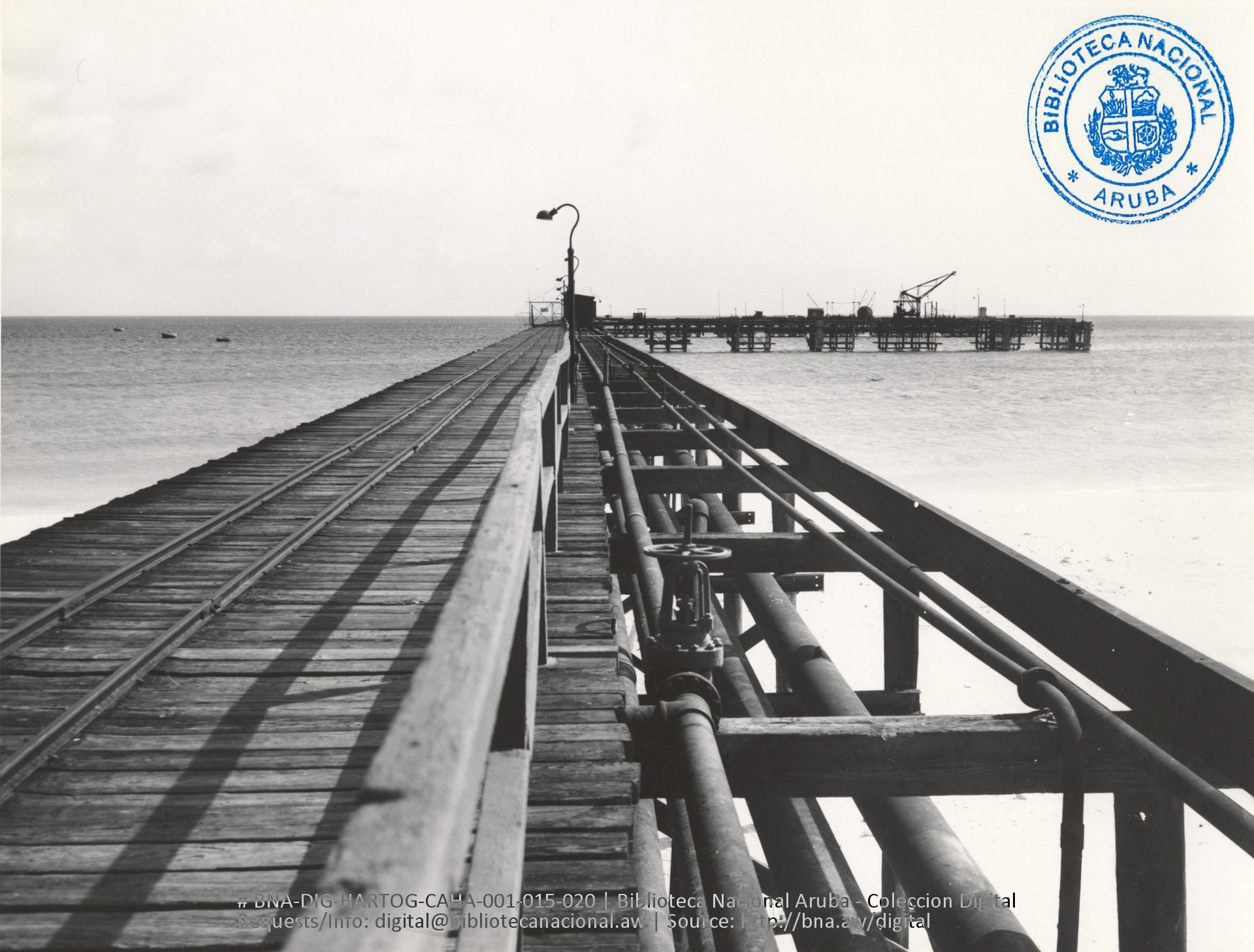
Uitzicht op de oceaan. F-vormige Eagle-pier met spoorweg.

### Capaciteit
De raffinaderij was voorzien van een "Trumble"-destillatiefaciliteit voor ruwe olie (een minder efficiënt en milieuvriendelijk proces dan huidige systemen), een ketelhuis voor stoomvoorziening, een elektriciteitscentrale voor verlichting en energieopwekking, een zuurstof- en ijsfabriek, evenals noodzakelijke pompinstallaties, opslagplaatsen, werkplaatsen, kantoorruimten en meerdere opslagtanks met een totale capaciteit van 350 kubieke meter.
Na intensieve inspanning werd de raffinaderij in de vroege maanden van 1928 voltooid. In mei van dat jaar werd het in bedrijf genomen en liet het veelbelovende resultaten zien. Kort daarna bereikte het een verwerkingscapaciteit van 3000 ton ruwe olie per dag, waarbij brandstofolie, gasolie, dieselolie en benzine werden geproduceerd. Er waren drie tankerschepen ontwikkeld, elk met een capaciteit van 2600 ton, voor het vervoer van ruwe olie vanuit olievelden rondom het Meer van Maracaibo naar Aruba. Nadat de raffinaderij en de vloot in bedrijf waren genomen, waarmee de voltooiing van de initiële bouwfase van Arend Petroleum Maatschappij werd gemarkeerd, bleef de productie gedurende de daaropvolgende zeven jaar op volle capaciteit.

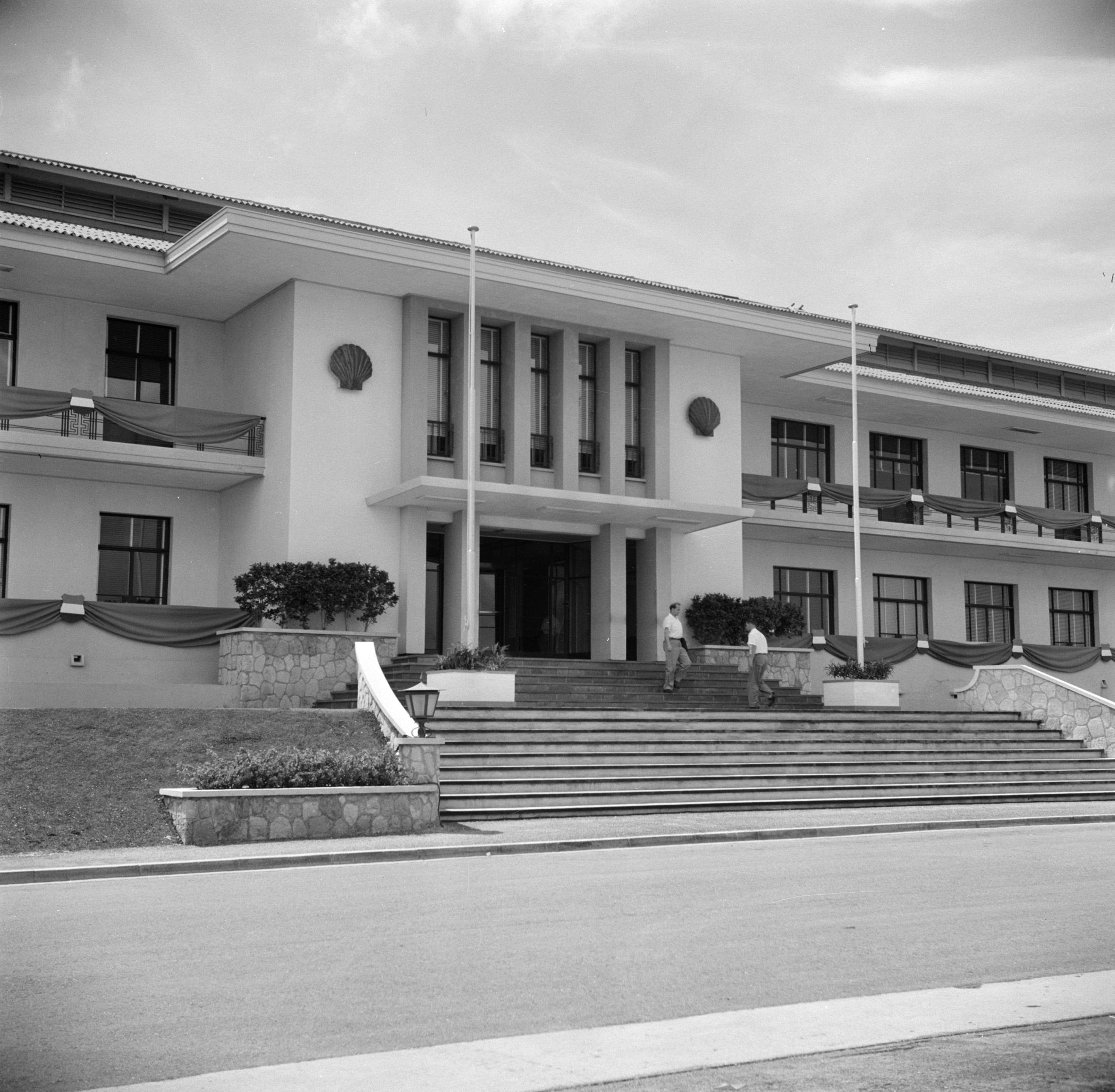
Hoofdkantoor van CPIM op Curaçao (1955)

Echter, in 1935 vonden er enkele veranderingen plaats. De uitbreidingen de werden uitgevoerd door Curaçao Petroleum Indutries Company Ltd. (CPIM) op Curaçao en Lago Oil and Transport Company Ltd. Op Aruba leidde dit tot een lichte afname in de aanvoer van ruwe olie naar de kleinere "Arend"-raffinaderij. Van 1935 tot 1938 moest het bedrijf zich aanpassen aan een meer bescheiden verwerkingsniveau en kon het niet altijd op volle capaciteit werken.

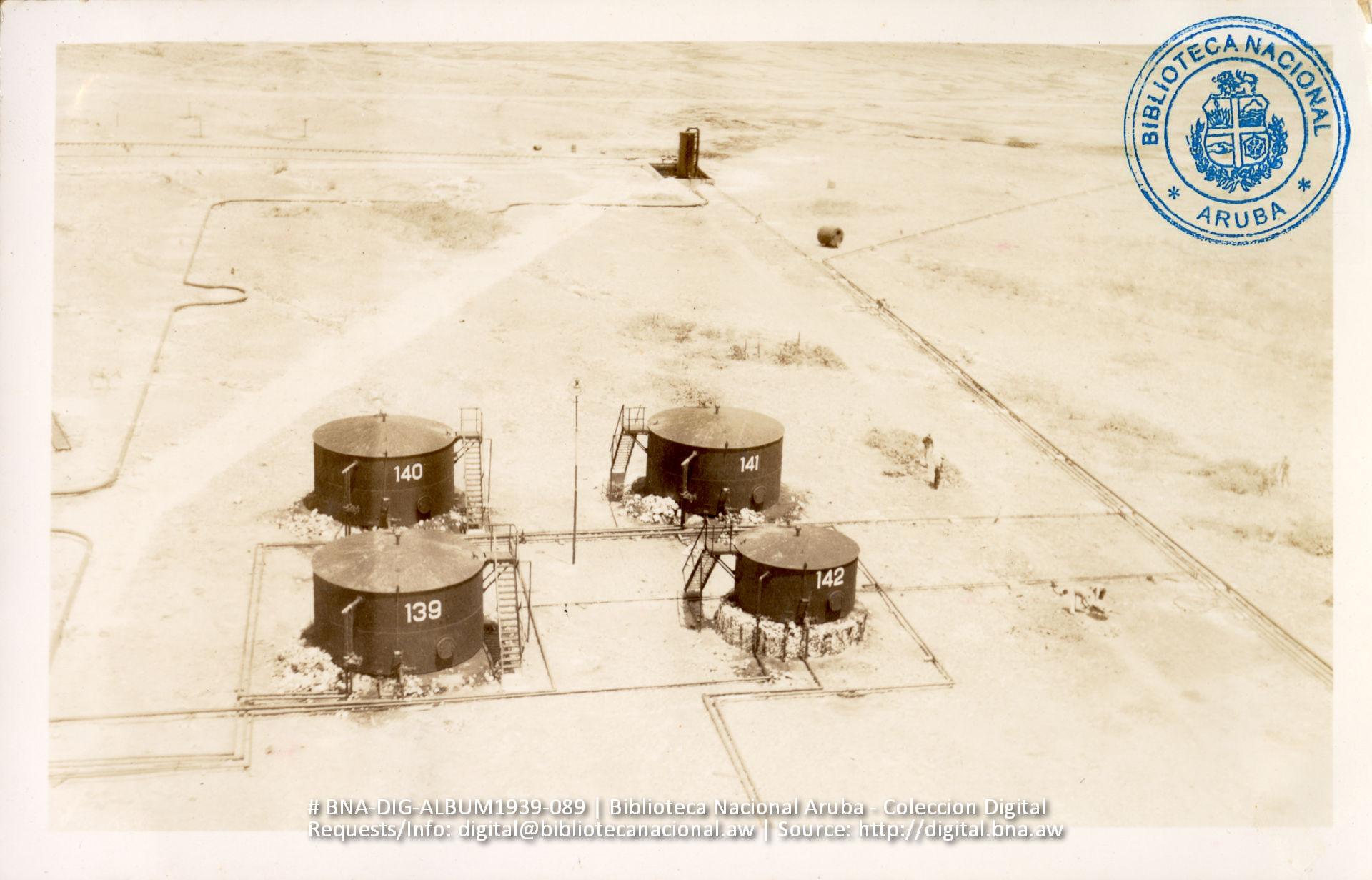
Krakende installatie (1935)

Om aan de groeiende wereldwijde vraag naar een breder scala aan eindproducten te voldoen, onderging de raffinaderij in 1935 een uitbreiding. Naast de bestaande Trumble-destillatiefaciliteit werd een kraakfornuis gebouwd. In de daaropvolgende jaren, van 1936 tot 1938, werd ook de opslagfaciliteit uitgebreid om grotere hoeveelheden en een grotere verscheidenheid aan producten te kunnen accommoderen. Hierdoor werd de totale opslagcapaciteit verhoogd tot meer dan 700.000 kubieke meter. Begin 1939 werd een meer consistente aanvoer van ruwe olie bereikt, waardoor het bedrijf weer op volle capaciteit kon opereren. Dit positieve momentum werd voortgezet tot het einde van 1942. Na het uitbreken van de Tweede Wereldoorlog werd de productie van de Arend Petroleum Maatschappij geleidelijk gericht op het voldoen aan de hoge vraag naar olie voor oorlogsactiviteiten.

### Aanval op Druif/Eagle strand

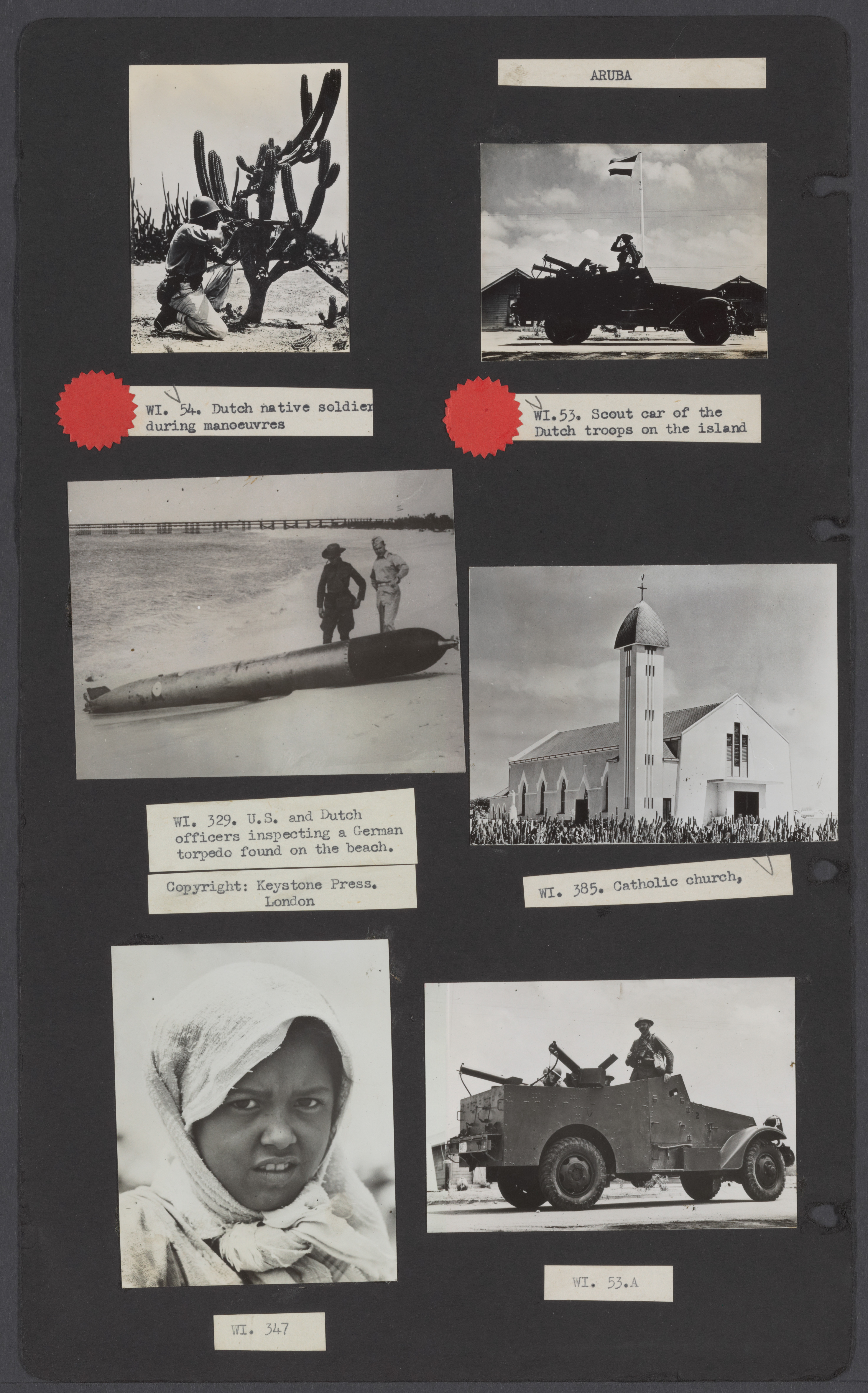
WI 329 - Kapitein Robert Briskin van het Amerikaanse leger (rechts) en een Nederlandse officier inspecteren een Duitse torpedo gevonden op het strand bij Eagle pier (17 februari 1942)

Tijdens het derde oorlogsjaar, op een donkere nacht op 16 februari 1942, werd Aruba aangevallen door de Duitse onderzeeër U-156. De aanvaller richtte zich op verschillende schepen in de buurt van het eiland en bij de pieren van de oliebedrijven die actief waren op Aruba, met aanzienlijke schade tot gevolg. Een Duitse torpedo trof een Amerikaans schip bij de "Arend"-pier, maar het schip was leeg van gas. Ondanks de aanzienlijke schade bleef het drijven zonder vlam te vatten. Een andere torpedo belandde op het Druif/Eagle-strand, in de buurt van het zoutwaterpompstation van de raffinaderij. Op 17 februari inspecteerden kapitein Robert Briskin van het Amerikaanse leger en een Nederlandse officier de torpedo, en de autoriteiten bepaalden dat het een blindganger was. Echter, toen Nederlandse experts probeerden de torpedo te demonteren, explodeerde deze onverwacht en eiste het leven van vier Nederlandse mariniers: Leonardus Kooijman, Johannes Vogelezang, Pieter Joosse, en Dirk Adriaan Cornelis de Maagd. Het is belangrijk om de uitzonderlijke moed te erkennen die de vissers van Oranjestad toonden tijdens die gevaarlijke dagen. Ze gingen onmiddellijk met hun boten het water op tijdens de aanval en redden op heldhaftige wijze talloze overlevenden van de getroffen tankerschepen, waarmee ze hun veilige terugkeer naar het land verzekerden.

### Tijdelijke sluiting
Eind 1942 werd, om praktische redenen, besloten om tijdelijk de olieverwerkingsfaciliteiten van de Arend raffinaderij te sluiten. Vanwege de eisen van de oorlogsoperaties was er een grotere behoefte aan verschillende soorten vliegtuigbrandstoffen, maar deze raffinaderij beschikte niet over de nodigde apparatuur om deze brandstof te produceren. Daarom kregen raffinaderijen die wel over de vereiste faciliteiten beschikten prioriteit. Als gevolg hiervan werd alle beschikbare ruwe olie uit Venezuela omgeleid naar deze raffinaderijen, om de maximale productie van essentiële olieproducten voor de oorlogsinspanningen te waarborgen. Als gevolg daarvan vonden de getroffen werknemers tijdelijk werk bij CPIM in Curaçao en Lago Oil Transport Company Ltd in Aruba, waar hun vaardigheden effectief werden ingezet ter ondersteuning van de verhoogde productie tijdens de oorlog.
Desondanks speelden de opslag- en overslagfaciliteiten van Arend een cruciale rol als tijdelijke opslag- en overslagplaats voor ruwe olie en eindproducten. De nabijgelegen oliebedrijven, CPIM en Lago, waardeerden deze extra opslagruimte enorm. Met het gunstige verloop van de oorlog was de heropening van de raffinaderij gepland voor het begin van 1945. Het personeel keerde vol enthousiasme terug, aangezien de faciliteiten binnen een maand volledig waren hersteld. Het werk werd hervat zonder onderbreking of verminderde capaciteit. Sommige tanks werden verplaatst naar Venezuela en Colombia vanwege de verminderde vraag na de oorlog. Desondanks behield de Arend nog steeds een opslagcapaciteit van 350 miljoen liter.

### Arend-kolonie voorzieningen

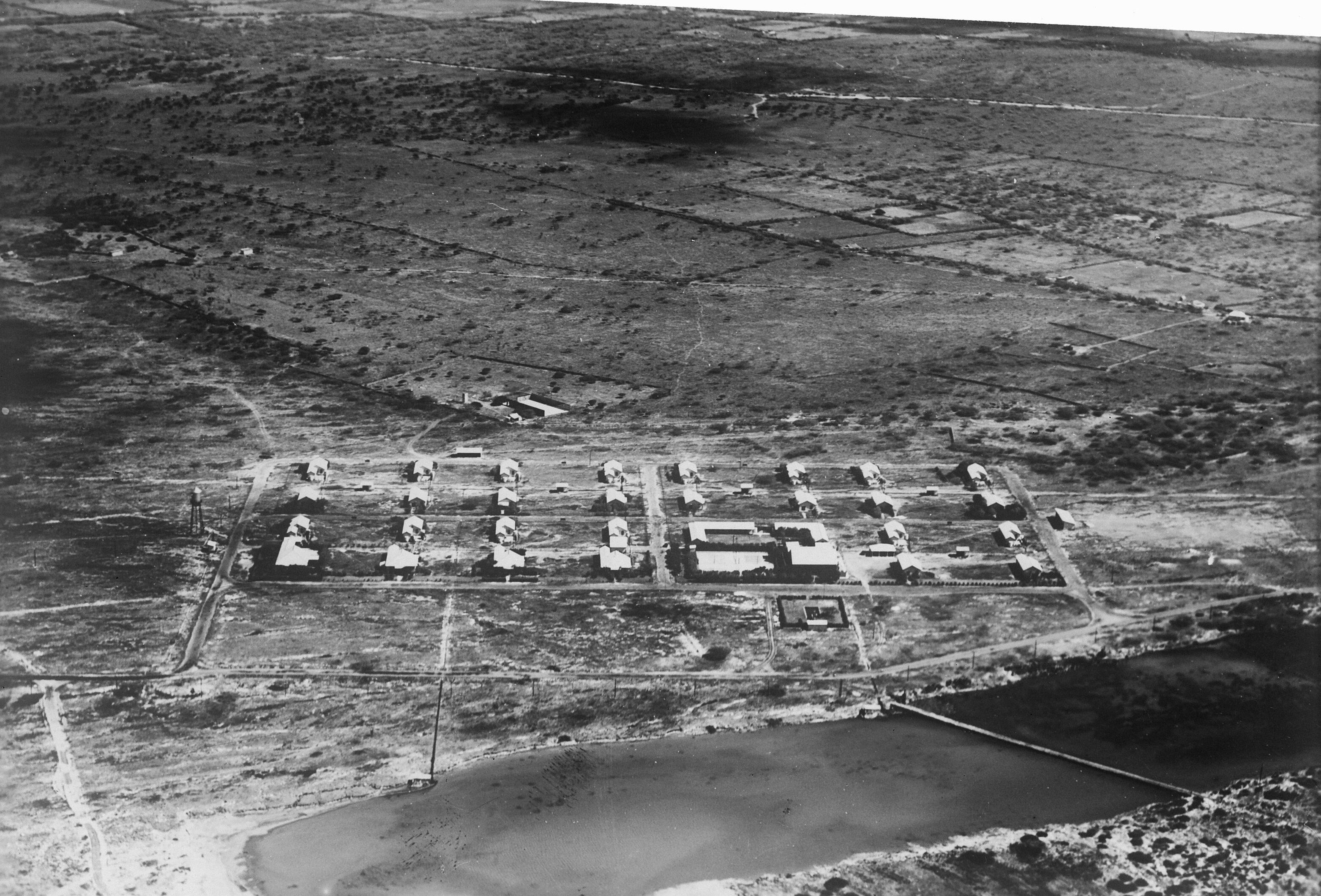
Luchtopname van Arend-kolonie

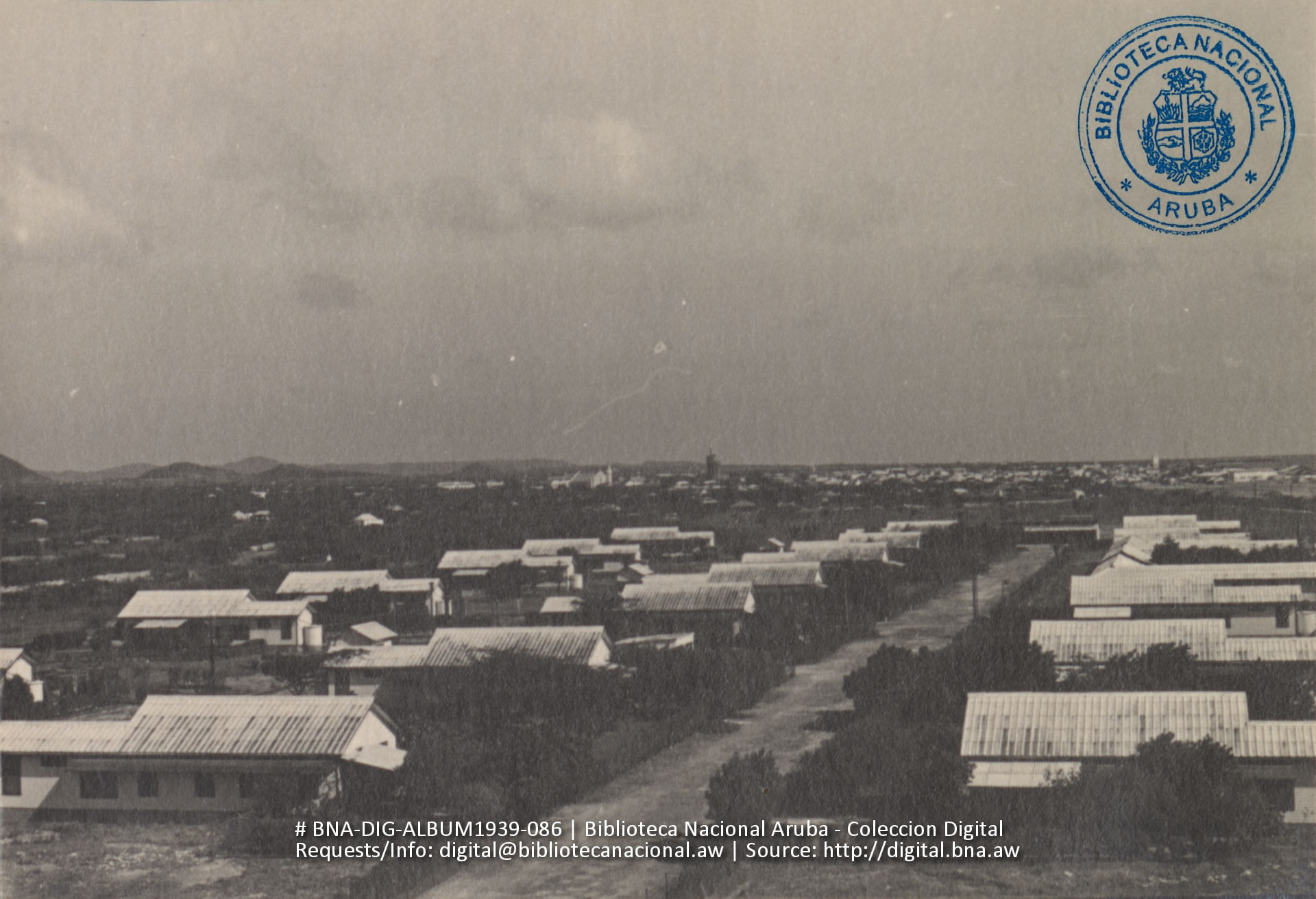
Huizen in Arend-kolonie

In die tijd waren er ongeveer 440 werknemers werkzaam bij het bedrijf Arend, waarvan ongeveer veertig, vanwege de aard van hun werk met hun gezinnen in de bedrijfswoningen in de Arend-kolonie verbleven, dicht bij de voorzieningen. Het personeelsbestand bestond voornamelijk uit Arubaanse arbeiders die verspreid over het hele eiland woonden en dagelijks met de vrachtwagen naar hun werk kwamen. Het grootste deel van het kantoorpersoneel bestond uit Engelsen.
De Arend-kolonie bevond zich ongeveer een kilometer ten oosten van Punta Braboe. Het gebied bestond uit ongeveer 24 gebouwde huizen. De huizen waren houten bungalows, gegroepeerd rondom een eigen clubhuis, dat sinds de oprichting van het bedrijf het middelpunt was van bijeenkomsten en diverse festiviteiten. Daarnaast bood het bedrijf tennisbanen, een openluchtbioscoop, een zwembad, een golfbaan en een sportveld aan voor de werknemers in dit gebied.
In het begin had het bedrijf een eigen ziekenhuis voor het personeel, maar sinds de heropening in 1945 was deze regeling stopgezet. Er was echter een bedrijfskliniek beschikbaar en eventuele andere noodzakelijke ziekenhuiszorg werd verleend in het San Pedro Hospital in Aruba.
Sinds de oprichting heeft Arend de verantwoordelijkheid gehad voor de elektriciteitsvoorziening van het nabijgelegen Oranjestad.

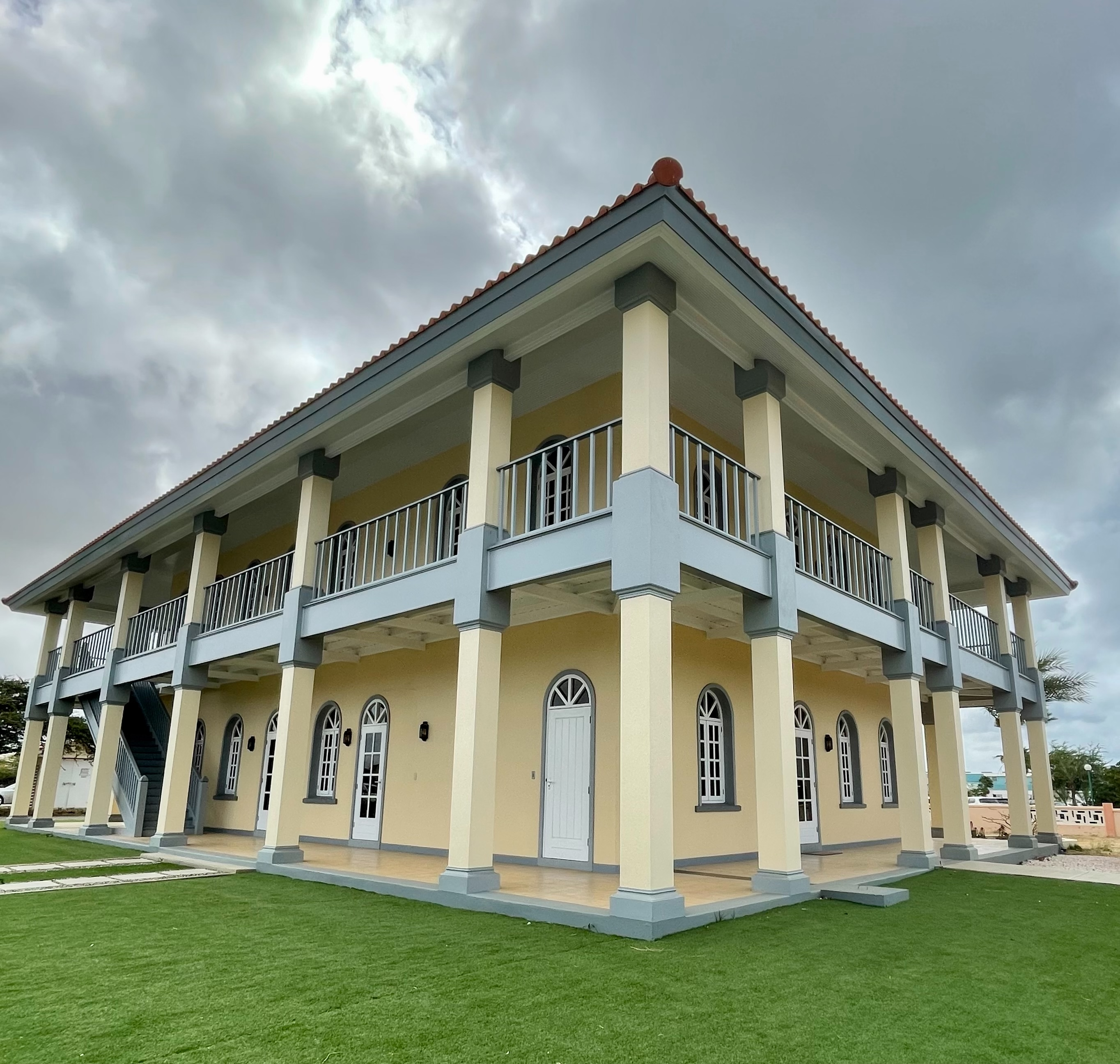
Zijaanzicht van voormalige Arend hoofdkantoor

## Architectueel ontwerp
De architectuur van het voormalige hoofdkantoor combineert elementen van de bouwstijlen die werden gebruikt in het voormalige Nederlands-Indië, zoals overdekte veranda's en ruime dakoverstekken. Daarnaast zijn er ook kenmerken van Engelse architectuurstijlen te zien, die typisch zijn voor de Benedenwindse Eilanden en het zuiden van de Verenigde Staten.

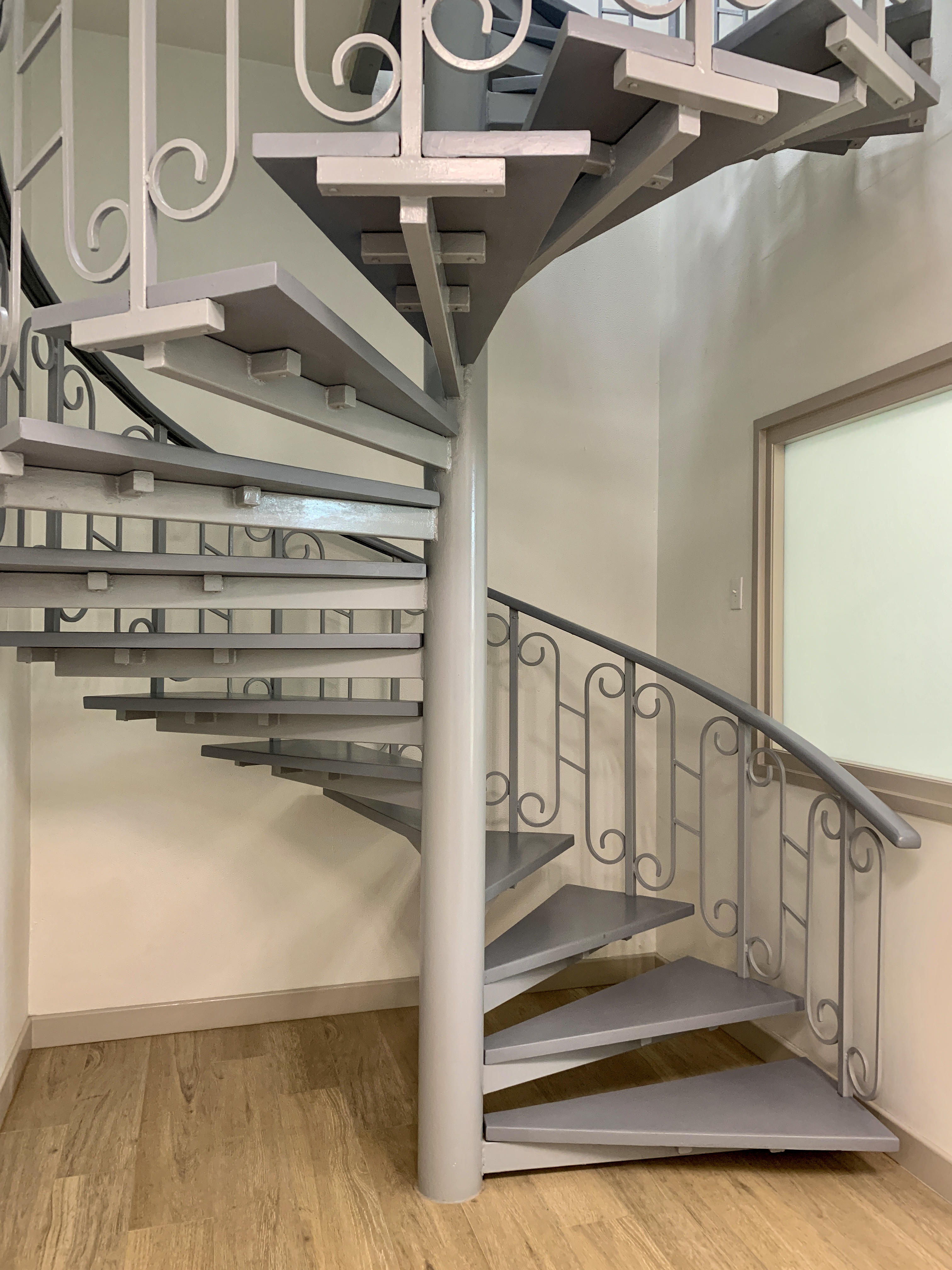
Interieurweergave van trap

De architect die verantwoordelijk is voor het ontwerp van het gebouw is niet bekend. Het is echter aannemelijk dat hij een achtergrond had in de bouwafdeling van de Koninklijke Nederlandse Shell, gezien de aanwezigheid van koloniale architectonische elementen. In een brief van 19 april 1929 wordt het bezoek van een ingenieur genaamd Abelard Soray aan de Directeur van Openbare Werken op Curaçao genoemd. Soray werd omschreven als iemand met uitgebreide kennis van woningbouw, stadsplanning en wegenaanleg, en had eerder gewerkt voor het Arend-bedrijf van 1927 tot 1928. Het is mogelijk dat Soray de architect was achter het hoofdkantoor van Arend.